# Cocker spaniel angielski

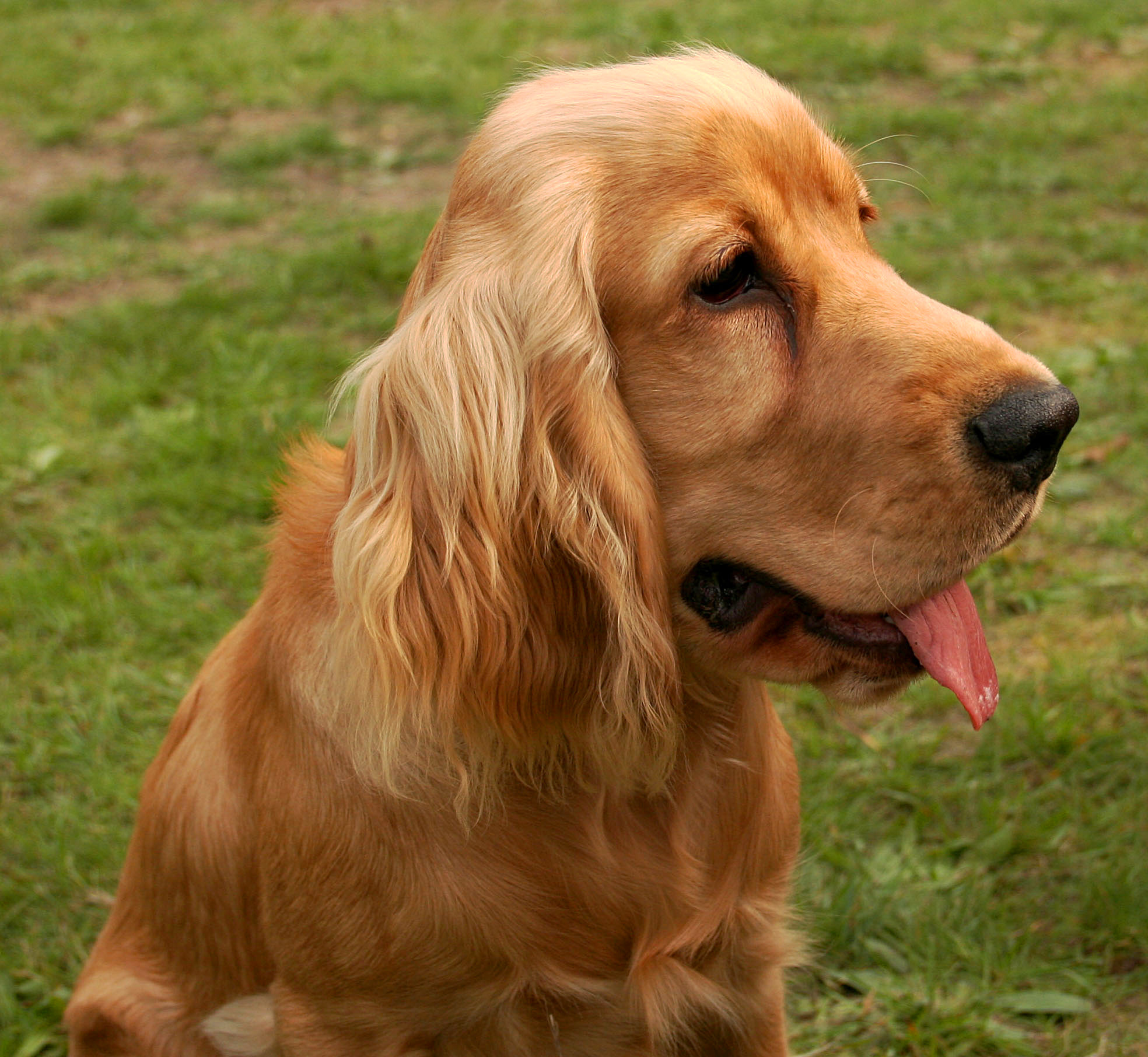
Cocker spaniel angielski

Cocker spaniel angielski – jedna z ras psów, należąca do grupy psów aportujących, płochaczy i psów wodnych. Zaklasyfikowana do sekcji płochaczy. Typ wyżłowaty.
Według klasyfikacji FCI podlega próbom pracy.

## Rys historyczny
Cocker spaniel angielski został wyhodowany jako pies myśliwski do wypłaszania ptactwa łownego.
Początkowo słowo „spaniel” było terminem ogólnym i oznaczało psa myśliwskiego określonego typu. W końcu zaczęto rozróżniać spaniele służące do pracy w wodzie (dowodne) i inne, które pomagały myśliwym na lądzie (lądowe). Spaniele lądowe zostały później podzielone na wystawiające zwierzynę (setery) i springery, które wypłaszały ptaki z zarośli, umożliwiając myśliwym ich ustrzelenie. Te dawne springer spaniele są przodkami wszystkich obecnie uznawanych ras spanieli użytkowanych. Zdarzało się, że z jednego miotu szczeniąt pochodziły psy większe – springery, używane do wypłaszania dużych ptaków, i mniejsze których zadaniem było zmuszanie do lotu drobniejsze ptactwo, takie jak słonki. Właśnie od słonki (ang. woodcock) pochodzi pierwszy człon nazwy rasy.
Rasa cocker spaniel angielski znana jest od XIX wieku, chociaż jej początki sięgają kilkuset lat wcześniej, u ówczesnych psów w typie spaniela. Ogólnie przyjmuje się, że nazwa spaniel pochodzi od starofrancuskiego słowa espaigneul, oznaczającego psa hiszpańskiego co wskazuje na pochodzenie spanieli od psów, hodowanych w Hiszpanii – specjalnie do polowania i aportowania. Nie potwierdzają tego jednak żadne zapiski. Warto też zwrócić uwagę na pracę kynologa prof. dr. Rolanda Tobiasa z 1983 według której król Walii, Hywel Dda (880 – 950) użył słowa spaniel w stworzonym przez siebie Kodeksie Praw.
Spaniele przybyły do Anglii wraz ze swoimi hiszpańskimi właścicielami, a niektórzy angielscy arystokraci kupili lub otrzymali je jako podarki. Wykorzystywali te psy w swoich posiadłościach do celów myśliwskich. Wzrost popularności spanieli odzwierciedlają liczne wzmianki w literaturze angielskiej, w tym w dziełach Geoffreya Chaucera z XIV wieku i w sztukach William Shakespeare'a w XVI wieku.
W 1879 Anglik, James Farrow, wyhodował czarnego psa o imieniu Obo, który dał początek pierwszej liczącej się linii tej rasy (wśród jego potomstwa pojawiły się między innymi Ted Obo, Frank Obo oraz Lily Obo).
W roku 1893 Kennel Club w Wielkiej Brytanii uznał cocker spaniele za odrębną rasę (określenie angielski dodano do nazwy rasy później). W 1902 wydano oddzielny jego wzorzec. Wtedy też w Londynie powstał Cocker Spaniel Klub. Od tego czasu obowiązkowo prowadzone są osobne linie hodowlane dla springer spanieli i cocker spanieli.
Ta rasa znalazła licznych zwolenników także w Ameryce, ale już na początku XX wieku zaczęto hodować cocker spaniele w typie amerykańskim. Te psy były trochę mniejsze od angielskich cockerów, a amerykańscy hodowcy zwracali większą uwagę na walory wystawowe niż użytkowe tych psów. W tym czasie w Ameryce oba typy cocker spanieli konkurowały ze sobą.
Dopiero w 1946 roku American Kennel Club (AKC) uznał oba typy cockerów za odrębne rasy i przyjął dla nich nazwy cocker spaniel angielski i cocker spaniel amerykański. Pod koniec lat 50 XX wieku cocker spaniel angielski cieszył się już dużą popularnością na całym świecie.

## Początek polskiej hodowli
II wojna światowa zdziesiątkowała polską populację psów rasowych. Pierwszy cocker spaniel, który przybył do kraju po 1945 nazywał się Colinwood Gay Solider, pies o umaszczeniu biało-czekoladowym, będący prezentem dla ZKwP od angielskiego pułkownika. Zwierzę to przyszło na świat w 1948 i zostało wpisane do Polskiej Księgi Rodowodowej pod numerem M-I-5/50. W latach 50. i do połowy lat 60. hodowla tej rasy nie rozwijała się najlepiej, z powodu braku doświadczenia hodowców oraz braku odpowiedniego materiału genetycznego. Zaczęła rozwijać się dopiero w latach 60. i 70., głównie za sprawą psów o imionach: BAR vom Rennstieg, Lystrup Davey oraz KATHLEEN vom de Stromhutte. W latach 70. polska hodowla cockerów była nastawiona przede wszystkim na import tej rasy z Anglii.

## Wygląd

### Budowa
Niewielki pies o wyważonej i zwartej sylwetce. Długość mierzona od kłębu do nasady ogona powinna odpowiadać wysokości psa w kłębie.
- Głowa: wydłużona, sucha, delikatnie rzeźbiona. Czaszka dobrze rozwinięta, w górnej części lekko wysklepiona w formie kopuły. Guz potyliczny średnio rozwinięty, łuki brwiowe dobrze rozwinięte. Kufa kwadratowa, w górnej części prosta i szeroka, lekko zwężająca się w kierunku nosa. Stop jest wyraźny, zgryz nożycowy.
  - Oczy: rozwarte, ale nie wypukłe, błyszczące. Kolor ciemnoorzechowy, brązowy lub prawie czarny dostosowany do umaszczenia, nigdy jasny.
  - Uszy: zwisające i nisko osadzone, na poziomie oczu lub niżej. Ich długość powinna sięgać minimum końca nosa. Pokryte długim, jedwabistym włosem, który może być skręcony.
- Tułów: mocny i zwarty, linia grzbietu krótka, opadająca lekko ku tyłowi. Kłąb wyraźny.
  - Klatka piersiowa jest głęboka, dobrze rozwinięta, sięga do połowy łokcia. Łopatki długie, skośnie ustawione, cienkie. Zad szeroki, zaokrąglony, muskularny.
  - Kończyny przednie: proste, mocne, stosunkowo krótkie, z umiarkowanym piórem z tyłu.
  - Kończyny tylne: proste i mocne. Staw skokowy mocny, wyraźny. Podudzie nisko kątowane.
- Ogon: osadzony na przedłużeniu linii grzbietu, pozostawiony w stanie naturalnym. Nie podniesiony, raczej na linii grzbietu, jednak im niżej, tym lepiej. Ogon w czasie pracy psa powinien być nieustannie w ruchu. Wszystkie psy urodzone w Polsce po 01.01.2012r. muszą mieć pozostawione naturalne uszy i ogony.DZ.U.2011,nr 230, poz.1373.

### Szata i umaszczenie
Szata powinna być przylegająca, gładka, jedwabista, oraz niezbyt długa na grzbiecie, obfita na łapach, krótka na głowie, a także nie może być skręcona ani sztywna.
Maść powinna być jednokolorowa (czarna, złota, czarna-podpalana, czekoladowa-podpalana, czekoladowa) lub kolorowa (biało-czekoladowa, biało-czarna, biało-pomarańczowa, biało-złota, lemon roan, tricolour, orange roan, blue roan, liver roan). U psów jednokolorowych kolor biały dopuszczalny jest tylko i wyłącznie na klatce piersiowej (przedpiersi).

## Zachowanie i charakter
Cocker spaniel angielski to pies wesoły i energiczny, dobry towarzysz dla ludzi lubiących ruch. Jest psem ciekawym i śmiałym, z dużą skłonnością do zabaw. Ze względu na ustawiczne merdanie ogonem zwany jest wesołym cockerem. Potrafi być jednak czasem dość upartym. Spontanicznie reaguje merdając nie tylko ogonem, lecz i całą tylną częścią ciała. Alarmuje właściciela o wtargnięciu kogoś obcego na jego teren.

## Użytkowość
Cocker spaniel angielski jest psem myśliwskim (płochacz), lecz sprawdza się również jako aporter drobnej zwierzyny. Do II wojny światowej był najbardziej cenionym psem do towarzystwa. Obecnie najczęściej hodowany jako pies rodzinny.

## Zdrowie i pielęgnacja
Wymaga regularnego czesania i szczotkowania. W razie potrzeby można kąpać lub używać suchego szamponu. Włosy na stopach należy szczesywać na palce i przycinać równolegle do podeszew. Należy wyskubać włosy wokół poduszeczek, ale nie spomiędzy palców.
Ma skłonności do schorzeń oczu i stanów zapalnych uszu z powodu ograniczonej wentylacji kanału słuchowego. Rzadziej zdarzają się dolegliwości związane z nerkami, trzustką lub układem kostnym. Przeciętna długość życia cocker spaniela wynosi 12 do 15 lat. Pod koniec XX wieku częstym problemem rasy był tzw. rage syndrome (neurologiczne schorzenie skutkujące atakami agresji). Ponieważ występował najczęściej u osobników jednolitej maści, wzrosło zainteresowanie cockerami umaszczonymi kolorowo, które w efekcie zaczęły dominować w populacji rasy.